# ۱۸۹ (قمری)
۱۸۹ (قمری)، صد و هشتاد و نهمین سال در گاهشماری هجری قمری است. اول محرم این سال برابر با دوازدهم دسامبر سال ۸۰۴ میلادی است.